# La Noche (Bilbao)
La Noche fue un periódico vespertino editado en la ciudad española de Bilbao en 1924.

## Historia
Fundado el 25 de febrero de 1924 por Pedro Mourlane Michelena —que sería su director—, José Félix de Lequerica, Joaquín Zugazagoitia, Lorenzo Hurtado de Saracho y Julio Arteche. Descrito como un «periódico monárquico, liberal, aristocratizado, barroco y de singular calidad», su redacción quedó establecida en la sede del diario El Liberal. La Noche contó con la colaboración de autores como Julián Echeverría, Joaquín Adán, Ortega y Gasset o Eugenio d'Ors.
El diario adoptó una posición claramente opuesta a la autonomía vasca, manteniendo además constantes polémicas con periódicos como El Pueblo Vasco, La Gaceta o Euzkadi. A pesar de su calidad, el diario terminó siendo un fracaso. Víctima de las pérdidas económicas, terminaría desapareciendo en diciembre de 1924. Mourlane pasó a dirigir El Liberal.